# Argentina International 2012
Die Argentina International 2012 im Badminton fanden vom 20. bis zum 23. September 2012 in Buenos Aires statt.

## Die Sieger und Platzierten
| Disziplin    | Gold                          | Silber                         | Bronze                                            |
| ------------ | ----------------------------- | ------------------------------ | ------------------------------------------------- |
| Herreneinzel | Joe Wu                        | Italo Hauer                    | Pablo Macagno                                     |
| Herreneinzel | Joe Wu                        | Italo Hauer                    | Federico Díaz                                     |
| Dameneinzel  | Chou Ting Ting                | Camila Macaya                  | Thayse Cruz                                       |
| Dameneinzel  | Chou Ting Ting                | Camila Macaya                  | Isabela Hauer                                     |
| Herrendoppel | Gan Teik Chai Ong Soon Hock   | Cristian Araya Esteban Mujica  | Iván León Bastian Andree Lizama                   |
| Herrendoppel | Gan Teik Chai Ong Soon Hock   | Cristian Araya Esteban Mujica  | Wilmer Josue Ramirez Cañizales Leonardo Uzcategui |
| Damendoppel  | Chou Ting Ting Camila Macaya  | Daiana Garmendia Celina Juarez | Rivas Moreno Adriana Celena Jose Lobo Delgado     |
| Mixed        | Esteban Mujica Chou Ting Ting | Cristian Araya Camila Macaya   | Pablo Macagno Celina Juarez                       |
| Mixed        | Esteban Mujica Chou Ting Ting | Cristian Araya Camila Macaya   | Federico Díaz Daiana Garmendia                    |